# 想像を絶する作戦

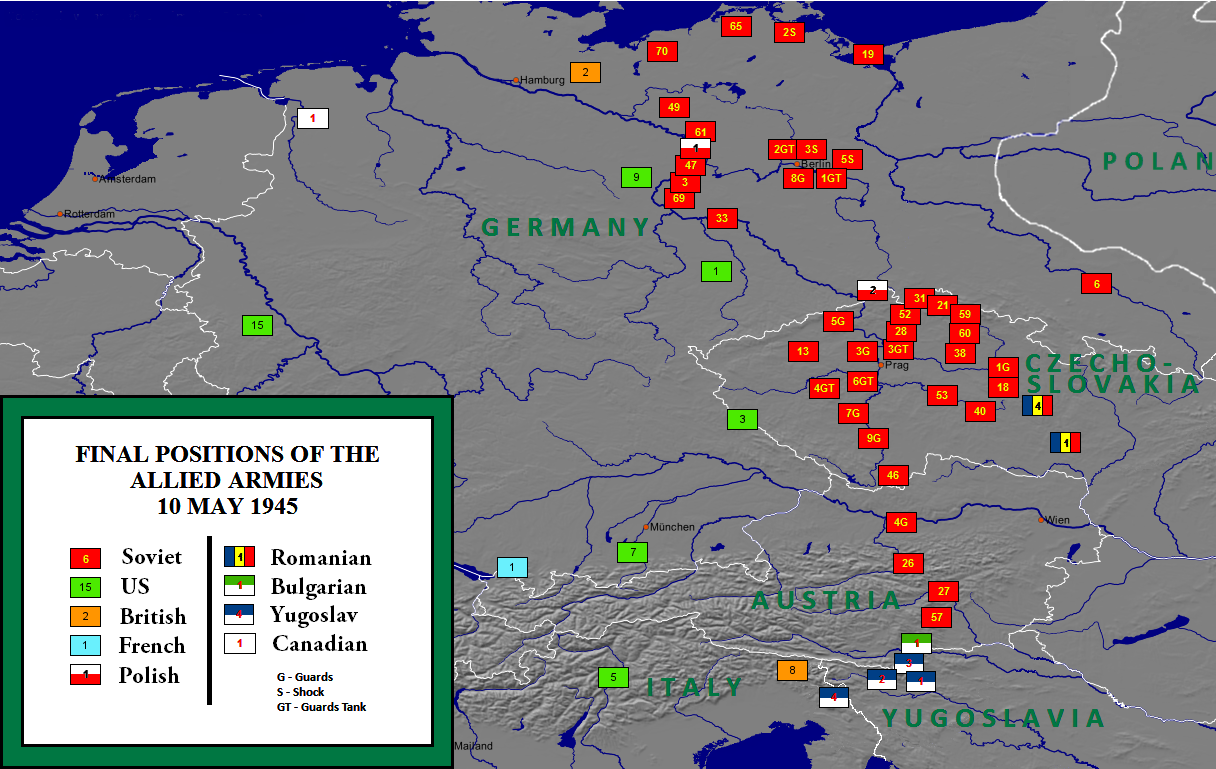
1945年5月10日のヨーロッパにおける軍隊配置状況。
赤地に黄数字がソ連軍、緑地に黒数字がアメリカ軍、茶地にベージュ数字がイギリス軍

想像を絶する作戦（そうぞうをぜっするさくせん、英: Operation Unthinkable）は、1945年5月22日付けでイギリス軍が作成したソビエト連邦との戦争計画。アンシンカブル作戦とも呼ばれる。実行に移されてはいない。イギリス政府にとって初めての本格的なソ連との戦争計画であり、イギリス軍とアメリカ軍の連合軍がヨーロッパ東北部を主戦場としてソ連軍と対決するという内容だった。

## 背景
1941年のモスクワの戦いでソ連軍がドイツ軍に対して勝利を収めると、第二次世界大戦終戦後はイギリス・アメリカとソビエト連邦の3ヶ国が協調して世界秩序を担う可能性が高まってきた。イギリスの首相だったウィンストン・チャーチルにとってソ連が勝利する展開は予想外であり、かつ、個人的にソ連のボリシェヴィズムを非文明として敵視していた。イギリス軍の参謀長会議やその傘下の戦後計画本部では3ヶ国の長期的な関係について検討が行われ、軍人たちはソ連を潜在的な敵国とみなし、外務省でも戦後10年以上を考えた時にソ連は重大な脅威となる、と結論づけている。なお、両者ともアメリカとの戦争は問題外としている。
ソ連で戦後構想の立案を委任されていたマクシム・リトヴィノフは3ヶ国による協調と平和を強く望んでいたが、一方でイギリスの長期的な勢力衰退にともなう勢力圏再編の一部としてトルコへの圧迫やイタリア領北アフリカへの進出をソ連は試み、イギリスはこれに強く反発していた。アメリカのフランクリン・ルーズベルトはテヘラン会談以降チャーチルを外した行動を取っていたが、1945年になってポーランド問題やチトーによるトリエステ占領などでヨーロッパにおけるソ連の脅威が強まると、イギリスと連携して対抗するようになった。このような状況下で、積極的にイギリスがソ連に進軍する場合の作戦計画を立案するようチャーチルは統合計画本部に命じ、その開戦期日は7月1日とされた。これはイギリス政府にとって初めての本格的なソ連との戦争計画となり、5月22日に報告書がまとめられた。

## 作戦内容
作戦の目的はイギリスとアメリカ合衆国の意志をソビエト連邦に承認させることであり、そのための軍事的勝利を収める可能性について検討が行われた。
また、立案にあたっては、
- 英米両国で世論の支持が得られる
- 英米両軍で高い士気が保たれている
- ポーランド軍およびドイツ人からの支援を受けられ、他の西ヨーロッパ諸国の軍隊による支援はないがその軍事基地は利用可能
- 大日本帝国とソ連が同盟する

事などが前提とされた。
ソ連地上軍がイギリス陸軍およびアメリカ陸軍に対して数量的に圧倒的優位にあったことなどから、限定的な軍事的作戦で迅速な勝利を収めることが本作戦では重点的に研究された。この場合、広範囲に分布しているソ連の各産業間の連絡を断つためにバルト海沿岸を中心としたヨーロッパ北東部において大規模な陸上奇襲作戦を行う事が期待された。英米軍は47個師団（うち機甲師団14個）が投入可能であり、バルト海で優位を得ているイギリス海軍から艦砲射撃と艦載機攻撃によって自身の左翼に支援を受けつつ、170個師団（うち機甲師団30個、ともに英米水準に換算）を擁するソ連軍に対して右翼から繰り返し攻勢をかける方針が打ち出された。この他、ドイツ人の反ソ感情を利用して開戦後にドイツ軍10個師団を投入することも可能とされている。

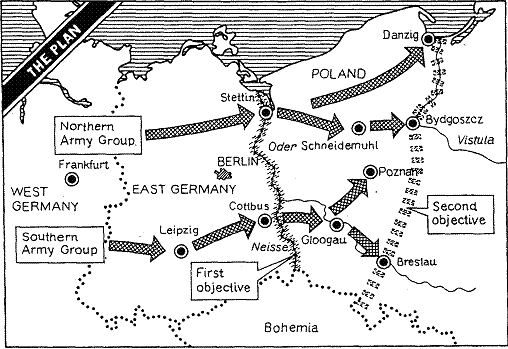
主な作戦計画

オーデル・ナイセ線で趨勢を決める戦車戦が行われると予想され、これに英米軍が勝利した場合はダンツィヒとヴロツワフを結ぶ線まで進軍が可能だが、敗れた場合は全面戦争への移行が予想された。全面戦争で勝利するためにはソ連の主要な大都市部を占領して戦闘で決定的な勝利を上げる必要があるが、英米軍ではバルバロッサ作戦で多くの大都市部を占領したドイツ陸軍ほどの成果を得ることすら期待できないとされている。このような展開以外でもソ連側は全面戦争に移行する決定権を持ち、戦略爆撃および海軍力における英米の圧倒的優位はソ連にとって致命的要因にならず、全面戦争は長期化してアメリカによる膨大な軍事資源の投入とドイツを含む西ヨーロッパ諸国の再軍備と再編成が必要になる、と報告された。この一方でソ連にはドイツのような戦略爆撃や潜水艦攻撃の能力がないため、英米側の基地や船舶は大きな脅威を受けないが、上陸を許した場合はソ連の勝利も見えていた。。
ヨーロッパ以外の地域については中東における第二戦線の形成が予想された。この地域ではソ連軍の約11個師団に対して英米側はインド軍の3個旅団しかおらず、イラン・イラクを占領された上で石油資源を圧迫され、イギリスの帝国防衛に対する深刻な影響が予想された。また、すでに南東ヨーロッパで支配的となっているソ連はトルコのヨーロッパ側を占領してボスポラス・ダーダネルスの両海峡を封鎖する可能性があり、英米側にとっては黒海での軍事行動が制限されるとともにギリシャへの脅威となると見られた。
また、英米軍の奇襲があればソ連と日本の間で軍事的な合意が形成され、極東では大陸打通作戦のような中国戦線での日本軍の攻勢強化が起き得ると予想された。ソ連軍が極東で英米に攻撃作戦を行う事は考えにくいが、英米側もヨーロッパ戦線のために対日主要作戦を延期せざるを得なくなり、極東戦線は手詰まりの膠着状態に陥ると見られた。

## 評価とその後
作戦報告を読んだイギリス陸軍参謀総長のアラン・ブルックは作戦成功は全く不可能だと判断し、5月31日の参謀長会議でも作戦実行は「考えられない (Unthinkable)」と評価されている。6月8日にトリエステの明け渡しにヨシップ・ブロズ・チトーが同意したことで作戦発動の可能性はなくなった。一方でウィンストン・チャーチルはアメリカ軍がヨーロッパから全面的に撤退してフランスやネーデルラントまでソ連軍が進軍した場合のイギリス本土防衛作戦の立案を6月10日に命じ、統合本部は再び『想像を絶する作戦』という名称で7月11日に報告書を完成させた。この報告書では、ソ連軍には脅威となる海軍力や上陸戦の経験がなく空軍による攻撃の影響も限定的であり、ロケット兵器による攻撃を除けば今後数年間はソ連によって本土の安全が脅かされることはない、と結論づけている。しかし、第二次世界大戦後のソ連軍の軍事演習の活発化により、米英軍の敗北の可能性もあった。。
7月16日のトリニティ実験の成功および7月18日のハリー・S・トルーマンとの会談で終戦後の連合参謀本部存続に前向きな回答を得たことで、原子爆弾によるソ連工業施設の一掃を含む全面戦争をチャーチルは検討するようになったが、同月の総選挙で労働党が勝利し、さらに8月9日のソ連対日参戦によってチャーチルによる対ソ開戦はなくなった。英米がソ連を軍事的に屈服させることができず、一方でイギリス本土の防衛は可能だとした点で本作戦は冷戦の構図のさきがけだったと言える。